# Qostanai Mineralien
Qostanai Mineralien (russisch Костанайские минералы; englisch Kostanai Minerals) ist ein Bergbauunternehmen in Kasachstan mit Sitz in Schitiqara im Gebiet Qostanai. Es ist das einzige Unternehmen in Kasachstan, das Asbest fördert.
Es sind rund 3.300 Mitarbeiter bei Qostanai Mineralien beschäftigt. Der Umsatz des Bergbauunternehmens betrug im Geschäftsjahr 2008 rund 6,4 Milliarden Tenge, bei einer Fördermenge von 230.000 Tonnen Asbest.

## Geschichte
Das Unternehmen wurde am 13. Oktober 1965 gegründet. In diesem Jahr wurde die erste Anlage eröffnet. Erst circa zwei Jahrzehnte später 1974 konnte eine zweite Anlage zur Produktion von Asbest in Betrieb genommen werden.
Im Mai 1997 wurde in Übereinstimmung mit der kasachischen Regierung die Privatisierung des Unternehmens beschlossen. Qostanai Mineralien wurde an einen inländischen Investor verkauft. Am 20. Januar 2004 wurde dem Bergbauunternehmen eine Produktion nach der Qualitätsmanagementnorm ISO 9001:2000 zertifiziert.